# Saint-Simon-de-Pellouaille
Saint-Simon-de-Pellouaille é uma comuna francesa na região administrativa da Nova Aquitânia, no departamento de Charente-Maritime. Estende-se por uma área de 8,95 km². Em 2010 a comuna tinha 676 habitantes (densidade: 75,5 hab./km²).